# Martin Linge
Martin Jensen Linge (ur. 11 grudnia 1894 w Linge, w gminie Norddal, zm. 27 grudnia 1941 w Måløy) – norweski aktor oraz oficer armii norweskiej w stopniu kapitana.
Podczas II wojny światowej Linge był dowódcą sformowanego w Wielkiej Brytanii norweskiego oddziału dywersyjnego, podlegającemu SOE. Poległ podczas rajdu na Vågsøy, zastrzelony na schodach hotelu Ulvesund w Måløy przez niemieckich żołnierzy. Otrzymał pośmiertnie Krzyż Wojenny, najwyższe norweskie odznaczenie wojskowe.

## Filmografia
- 1939 – Gjest Baardsen
- 1938 – Bør Børson Jr.
- 1938 – Det drønner gjennom dalen
- 1935 – Samhold må til
- 1926 – Vägarnas kung